# Vassilena Serafimova
Vassilena Serafimova, née le 9 septembre 1985, à Pleven, en Bulgarie, est une percussionniste et marimbiste internationale. Elle participe activement à la renommée du marimba à travers le monde.

## Jeunesse et formation
Vassilena Serafimova grandit dans une famille de musiciens ; sa mère est professeure d'analyse et de contrepoint ; son père est professeur de percussion.
D'abord violoniste, Vassilena Serafimova intègre à douze ans la classe de percussions dirigée par son père ; elle se produit aussi à la fois en soliste et au sein de l'ensemble de percussions Accent formé par ses parents.
Vassilena Serafimova arrive en France en 2005 puis entre au conservatoire à rayonnement régional de Versailles. Elle poursuit sa formation au CNSM de Paris et à la Juilliard School de New-York.
En 2004, elle fait ses débuts de soliste au Carnegie Hall, à New-York.

## Parcours de percussionniste et engagement
En 2009, elle assure la direction artistique du Festival international de marimba et percussion de Bulgarie ; elle forme aussi le duo Funambules avec le pianiste de jazz Thomas Enhco.
En 2012, elle devient directrice artistique de Paris Percussion Group, ensemble Jean-Baptiste Leclère, constitué de 12 jeunes percussionnistes français.
En 2015, elle est invitée aux Victoires de la musique classique avec le pianiste Thomas Enhco. C'est la première fois que cet instrument est joué aux Victoires de la musique. Les musiciens se retrouvent sur l'album Funambules, édité en 2016 sur le label Deutsche Grammophon.
Elle participe au projet transdisciplinaire PIXIS qui est dirigé par la pianiste Chantal Stigliani. Ces créations réunissent des artistes de plusieurs disciplines : « Rhapsodie Planète » associe musique, mime et vidéo, « Saveurs et Amertumes ou l'Art d'être en cuisine » mêle musique, théâtre et magie.
En 2017, Vassilena Serafimova s'associe à la DJ Chloé pour Variations, un projet autour de la musique du compositeur américain Steve Reich, mêlant ainsi à la musique classique des sons électroniques.
Vassilena Serafimova fait connaître le marimba à travers le monde en animant des master-classes en Europe, Asie, Amérique du Nord et Amérique centrale.

## Prix et distinctions
- 2003 - « Grand prix[3] » du 10e concours international Music and Earth, Sofia ;
- 2007 - « Second prix[8] » du Concours international de musique de l'ARD de Munich ;
- 2008 - « Prix jeune musicienne de l'année[9] », Bulgarie ;
- 2008 - « Premier prix » du World International Marimba Competition, Stuttgart[réf. souhaitée] ;
- 2008 - « Premier prix » de la critique musicale du 18e Festival international d'Europe centrale, Slovaquie[réf. souhaitée] ;
- 2010 - « Premier prix[2] » du Festival d'automne des jeunes interprètes ;
- 2010 - « Troisième prix[10] » de la Compétition internationale de percussion, Eindhoven.

## Discographie
- 2012 - Percussions, Integral Classic ;
- 2016 - Funambules[11] (classique et jazz), avec Thomas Enhco, Deutsche Grammophon
- 2021 : Bach Mirror, duo avec Thomas Enhco, Sony Music